# Eremocrinum albomarginatum
Eremocrinum albomarginatum (M.E.Jones) M.E.Jones – gatunek rzadkiej, efemerycznej rośliny z monotypowego rodzaju Eremocrinum M.E.Jones z rodziny szparagowatych. Występuje endemicznie na wyżynie Kolorado, w południowo-wschodnim Utah i północno-wschodniej Arizonie w Stanach Zjednoczonych Ameryki Północnej.
Nazwa naukowa rodzaju pochodzi od greckich słów έρημος (erimos – pustynia) i κρίνος (krinos – lilia). Epitet gatunkowy po łacinie oznacza „o białych brzegach” i odnosi się do koloru brzegów blaszek liściowych tych roślin.

## Morfologia

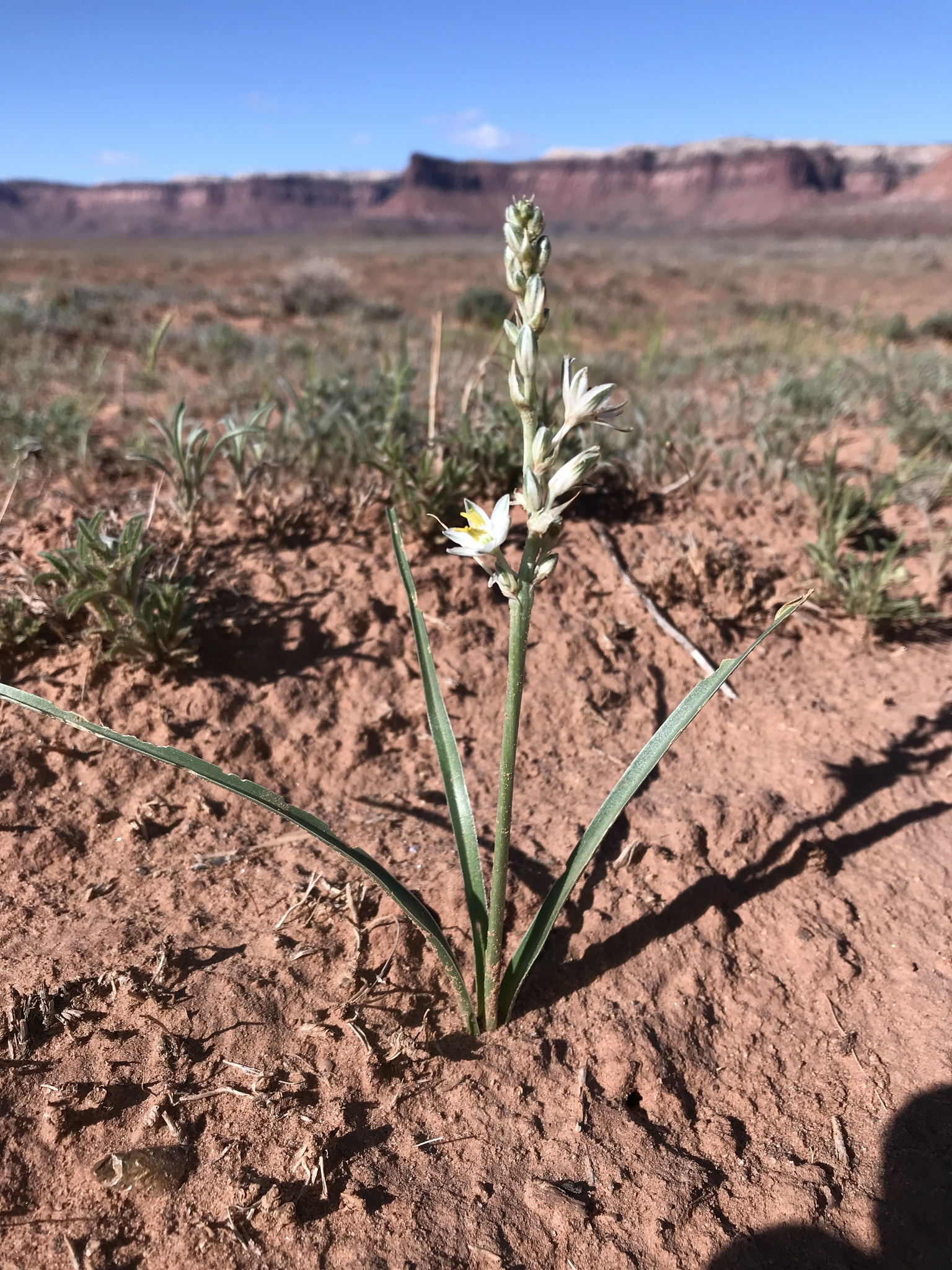
Pokrój rośliny

PokrójWieloletnie rośliny zielne o wysokości 15–35(–40) cm.
PędKrótkie, pionowe, podziemne kłącze z korzeniami bulwiastymi.
LiścieRoślina tworzy kępkę od 8 do 12 równowąskich, wzniesionych do rozpostartych liści odziomkowych, o wymiarach 10–40×0,1–0,3 cm. Kępka otoczona jest u nasady włóknistymi pochwami liściowymi o wymiarach (4–)5–8(–10) × 0,5–0,9 cm.
KwiatyLiczne, nawet do 24, zebrane w wierzchołkowy, gęsty, groniasto-kłosowaty kwiatostan, który jest niekiedy tak obciążony pąkami kwiatów, że łukowato się wygina. Przysadki cienkie, błoniaste i białawe, niekiedy papierzaste i zielonkawe, trójkątne do szydłowatych, o długości 0,3–2 cm. Szypułki krótkie, smukłe, kołkowate, wsparte przysadką. Okwiat trwały, sześciolistkowy. Listki okwiatu podługowate, długości 1–2 cm, krótko zrosłe proksymalnie na długości 0,4–0,8(–1) cm w rurkę, powyżej rozpostarte, białe do zielonkawobiałych, z 3 paskami, zielonkawymi do brązowych, zbiegającymi się wierzchołkowo. Sześć pręcików o równowąskich, spłaszczonych nitkach, około połowy długości listków okwiatu. Pylniki osadzone u nasady, skierowane do wewnątrz, ostro wgięte, długości 2,5–3 mm. Zalążnia górna, trójkomorowa, z kilkoma zalążkami w każdej komorze. Szyjka słupka nitkowata, długości 3–4 mm, zakończona dyskowatym znamieniem.
OwoceTrójklapowane, kulistawe torebki pękające komorowo, długości 0,4–0,6 cm, zawierające od 4 do 8 (rzadziej do 12) czarnych, kanciastych nasion długości 2–2,5 mm.
Gatunki podobneLeucocrinum montanum, od którego różni się kwiatostanem wyrastającym na głąbiku, a nie bezpośrednio z podziemnego kłącza.

## Biologia i ekologia
Rośliny z tego gatunku występują w miejscach głęboko piaszczystych, zwykle na piaskach naniesionych i na wydmach, a także w formacjach zaroślowych terenów pustynnych, w tym pustyń słonych, na wysokości 1125–1895 m n.p.m. Kwitną od kwietnia do czerwca. 

## Systematyka
Pozycja systematycznaGatunek z monotypowego rodzaju Eremocrinum w podrodzinie agawowych Agavoideae w obrębie rodziny szparagowatych Asparagaceae. Po opisaniu zaliczony do plemienia Anthericeae. W systemie Takhtajana z 1997 roku rodzaj zaliczany był do plemienia Alectorurideae w rodzinie Anthericaceae.
Typ nomeklatorycznyIzotyp bazonimu znajduje się w Rocky Mountain Herbarium na Uniwersytecie Wyoming; został zebrany przez Marcusa E. Jonesa 9 maja 1890 roku w Green River (Utah).

## Zagrożenie i ochrona
W Utah gatunek uznany za narażony (S3), a w Arizonie za zagrożony (S2) wyginięciem. Nie podlega ochronie prawnej na podstawie U.S. Endangered Species Act.